# 神垣和他
神垣 和他（かみがき かずなり、1999年10月8日 - ）は、広島県出身の日本の柔道選手である。階級は100kg級。身長177cm。血液型はA型。組み手は左組み。得意技は内股。

## 経歴
柔道は6歳の時に広柔道教室で始めた。熊野東中学3年の時には全国中学校柔道大会90㎏超級で5位になった。崇徳高校へ進むと、2年の時には全国高校選手権の団体戦で3位となった。3年の時にはインターハイ100㎏級で3位、団体戦では決勝で桐蔭学園高校に敗れて2位だった。2018年には明治大学へ進学すると、1年の時には全日本ジュニアで3位だった。2年の時には全日本ジュニアで優勝した。世界ジュニアでは決勝でヨーロッパジュニアチャンピオンであるジョージアのイリア・スラマニゼと対戦して技ありを先取するも、終了間際に技ありを取り返されるが、GSに入ってから再び技ありを取り合技で破って優勝を飾った。3年の時には講道館杯に出場すると、準決勝で旭化成の飯田健太郎に縦四方固で敗れるも3位になった。4年の時には体重別の決勝で飯田に技ありで敗れて2位だった。2022年からは京葉ガスの所属となると、体重別では初戦で飯田に反則負けを喫した。講道館杯では3位だった。

## 戦績
- 2014年 - 全国中学校柔道大会　5位(90㎏超級)
- 2016年 - 金鷲旗　5位
- 2017年 - 全国高校選手権　団体戦　3位
- 2017年 - 金鷲旗　5位
- 2017年 - インターハイ　個人戦　3位　団体戦　2位
- 2018年 - 優勝大会　5位
- 2018年 - 全日本ジュニア　3位
- 2019年 - 優勝大会　5位
- 2019年 - 全日本ジュニア　優勝
- 2019年 - ドイツジュニア国際　3位
- 2019年 - 世界ジュニア　優勝
- 2020年 -　講道館杯　3位
- 2021年 -　体重別　2位
- 2022年 -　講道館杯　3位
- 2023年 -　講道館杯　5位

(出典、JudoInside.com)